# گریشا پرومه
گریشا پرومه (آلمانی: Grischa Prömel؛ زادهٔ ۹ ژانویهٔ ۱۹۹۵) بازیکن فوتبال اهل آلمان است که در پست هافبک برای تیم یونیون برلین بازی می‌کند.
از باشگاه‌هایی که در آن بازی کرده‌است می‌توان به باشگاه فوتبال کارلسروهه اشاره کرد.
وی همچنین در تیم‌های ملی فوتبال زیر ۲۳ سال آلمان و زیر ۲۱ سال آلمان بازی کرده‌است.
وی در مسابقات کشوری و بین‌المللی در مجموع برندهٔ ۱ مدال نقره شده‌است.